# Concentratie (oplossing)

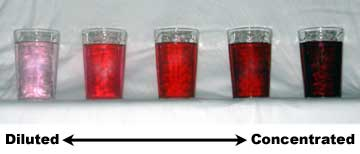
Toenemende concentratie van een kleurstof.

De concentratie of sterkte van een oplossing geeft aan hoeveel stof er is opgelost per hoeveelheid oplossing, of hoeveelheid oplosmiddel. De concentratie is dus een relatief begrip, het geeft enkel de verhouding aan, geen absolute hoeveelheid. 
De sterkte van een suikeroplossing (in een kopje koffie) kan op twee manieren veranderd worden. Toevoeging van meer suiker verhoogt de concentratie, toevoeging van meer koffie verlaagt de sterkte door verdunning. Het is daarbij niet van belang hoe sterk de koffie is, in die zin dat de andere stoffen (bijv. cafeïne) in het mengsel ieder hun eigen, onafhankelijke concentratie hebben. 
Er bestaan verschillende grootheden die de concentratie kwantificeren. Een van de meest gebruikte is de molariteit, de hoeveelheid opgeloste stof per volume, maar zeker voor meer geconcentreerde oplossingen of bij grote temperatuurverschillen zijn andere definities praktischer. 

## Concentratiegrootheden
Een concentratie is altijd een relatief begrip dat gedefinieerd wordt als de verhouding van twee grootheden, namelijk een bepaalde maat voor de hoeveelheid opgeloste stof in verhouding tot een bepaalde maat voor de hoeveelheid oplosmiddel, of voor de hoeveelheid totale oplossing. 
Afhankelijk van welke grootheden (massa, hoeveelheid stof, aantal deeltjes, volume) men de verhouding neemt – ook gemengde vormen komen voor – bekomt men verschillende grootheden die concentratie uitdrukken.

### Massaconcentratie
De massaconcentratie {\displaystyle \rho _{i}} is gedefinieerd als de verhouding van de massa van de opgeloste stof {\displaystyle m_{i}} tot het volume van de oplossing {\displaystyle V}:
{\displaystyle \rho _{i}={\frac {m_{i}}{V}}.}
De SI-eenheid is kg/m3, wat overeenkomt met g/L. Massaconcentraties worden soms onterecht in dimensieloze eenheden als %,  ‰ en ppm weergegeven.

### Molaire concentratie
De molaire concentratie of molariteit, door IUPAC benoemd als stofhoeveelheidsconcentratie, en zelfs als simpelweg concentratie, met symbool {\displaystyle c_{i}} is de verhouding van de stofhoeveelheid opgeloste stof {\displaystyle n_{i}} gedeeld door het volume van het mengsel {\displaystyle V}:
{\displaystyle c_{i}={\frac {n_{i}}{V}}.}
De SI-eenheid is mol/m3, maar mol/L (= mol/dm3), ook gekend als de molair M, is gebruikelijker.

### Deeltjesconcentratie
De deeltjesconcentratie of deeltjesdichtheid {\displaystyle C_{i}} is het aantal entiteiten {\displaystyle N_{i}} gedeeld door het volume  {\displaystyle V}:
{\displaystyle C_{i}={\frac {N_{i}}{V}}.}
De SI-eenheid is m−3.

### Molaliteit
De molaliteit {\displaystyle b_{i}} is de stofhoeveelheid van de opgeloste stof {\displaystyle n_{i}} gedeeld door de massa van het oplosmiddel {\displaystyle m_{\mathrm {oplosmiddel} }} (niet de massa van de gehele oplossing!):
{\displaystyle b_{i}={\frac {n_{i}}{m_{\mathrm {oplosmiddel} }}}.}
De SI-eenheid is mol/kg.

### Molfractie
De molfractie {\displaystyle x_{i}} is de verhouding van de stofhoeveelheid {\displaystyle n_{i}} op de som van alle stofhoeveelheden in het mengsel {\displaystyle n_{\mathrm {tot} }}:
{\displaystyle x_{i}={\frac {n_{i}}{n_{\mathrm {tot} }}}.}
De SI-eenheid is mol/mol (dimensieloos), maar % is gebruikelijk, net als ppm, ppb, … voor kleine molfracties.

### Massafractie
De massafractie {\displaystyle w_{i}} is de verhouding van de massa {\displaystyle m_{i}} op de totale massa van het mengsel {\displaystyle m_{\mathrm {tot} }}:
{\displaystyle w_{i}={\frac {m_{i}}{m_{\mathrm {tot} }}}.}
De SI-eenheid  is kg/kg (dimensieloos). Heel gebruikelijk is %, ofwel eenheden als ppm voor kleine fracties.

### Volumefractie
De volumefractie {\displaystyle \phi } wordt soms gedefinieerd als het volume van de zuivere stof {\displaystyle V_{i}} op het volume van het mengsel {\displaystyle V}, soms als het volume van de zuivere stof {\displaystyle V_{i}} op de som van de volumes van alle ongemengde stoffen {\displaystyle \sum V_{i}}:
{\displaystyle \phi _{i}={\frac {V_{i}}{V}}} ofwel {\displaystyle \phi _{i}={\frac {V_{i}}{\sum V_{i}}}}.
De SI-eenheid is m3/m3 (dimensieloos), en wordt frequent in % uitgedrukt, of bijv. ppm voor kleine volumefracties.

### Andere
Normaliteit, osmolariteit en osmolaliteit zijn verouderde grootheden.
In de thermodynamica gebruikt men vaak de chemische activiteit van een opgeloste stof. Bij lage concentraties is deze dimensieloze grootheid getalsmatig gelijk aan de molaire concentratie (soms wordt ook molaliteit gebruik). De activiteit wordt immers relatief uitgedrukt ten opzichte van een standaardconcentratie {\displaystyle c^{\ominus }} van typisch 1 mol/l. Bij hogere concentraties wijkt de waarde van de activiteit meestal meer en meer af van die van de concentratie, gezien de activiteitscoëfficiënt {\displaystyle \gamma _{i}} enkel gelijk is aan 1 bij ideale omstandigheden, zijnde oneindig verdunning.
{\displaystyle a_{i}=\gamma _{i}{\frac {c_{i}}{c^{\ominus }}}}